# 大岩山銅鐸

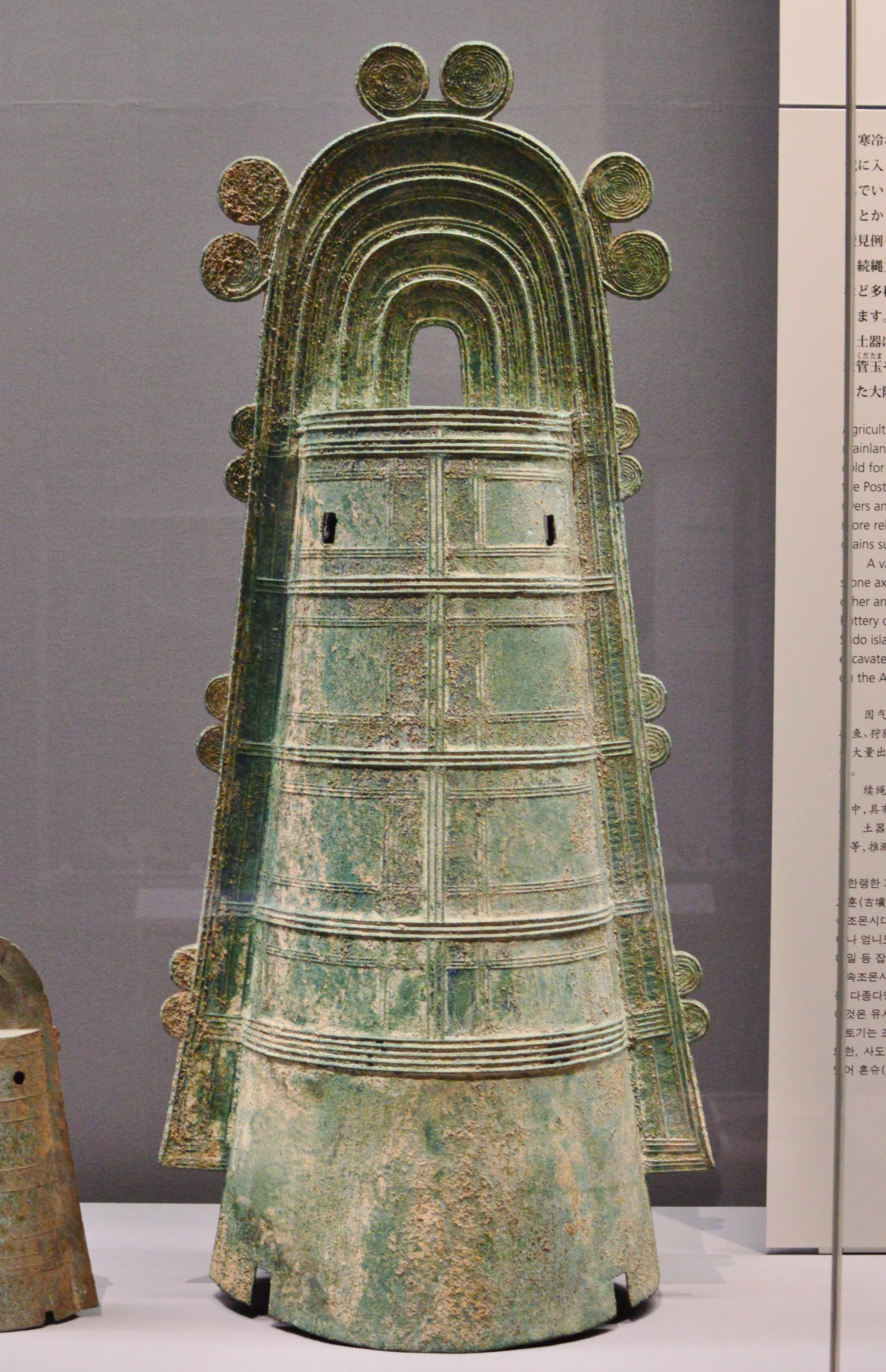
明治14年出土 1号鐸
（国の重要文化財）高さ134.7センチメートル・重さ45.47キログラム、国内最大・最終末の銅鐸。東京国立博物館展示。

大岩山銅鐸（おおいわやまどうたく）は、滋賀県野洲市小篠原で出土した銅鐸群の総称。明治期に14個、昭和期に10個の計24個が発見され、14個が国の重要文化財に指定されている。

## 概要

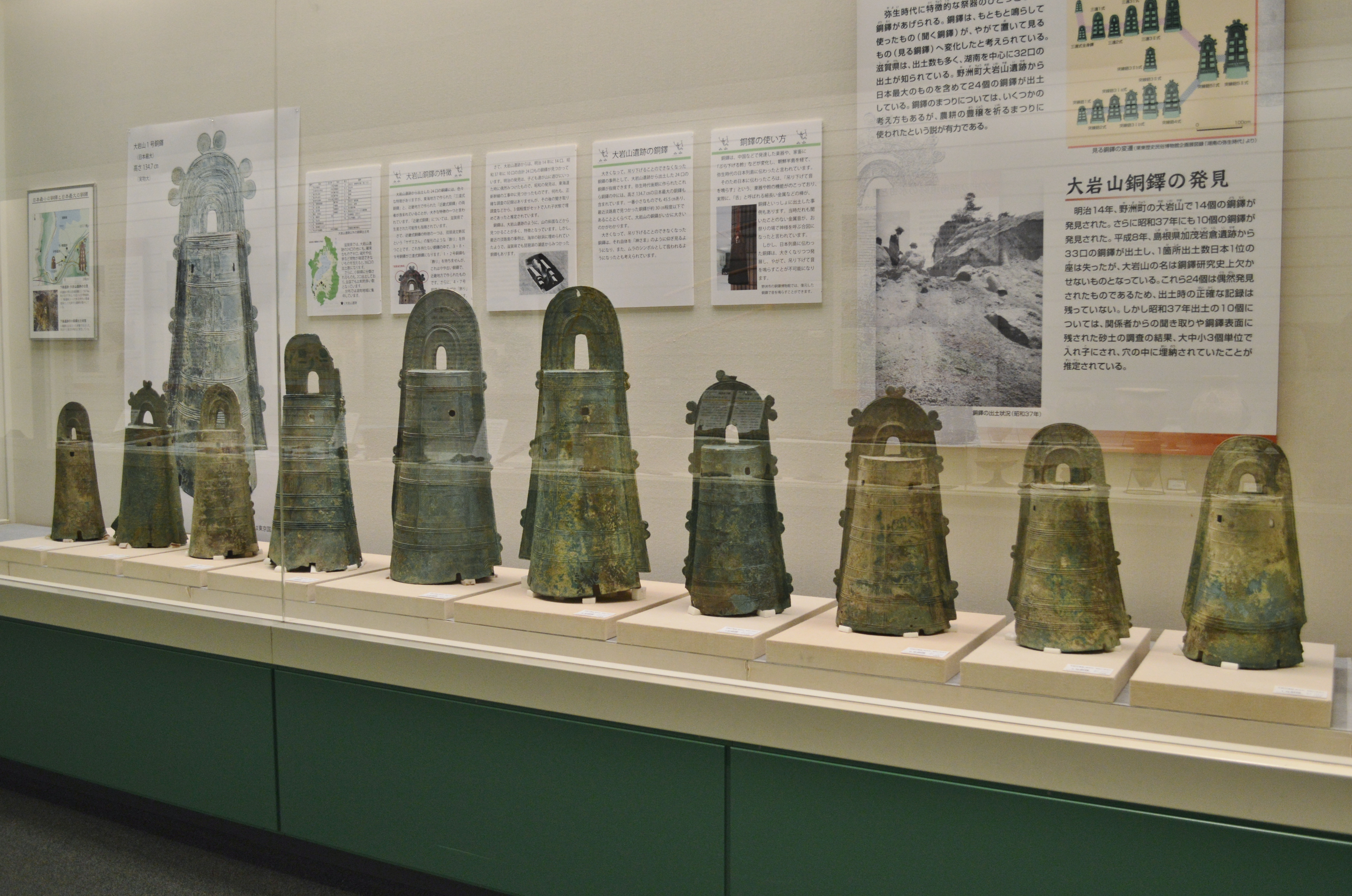
昭和37年出土銅鐸
（複製、原品は国の重要文化財）滋賀県立安土城考古博物館展示。

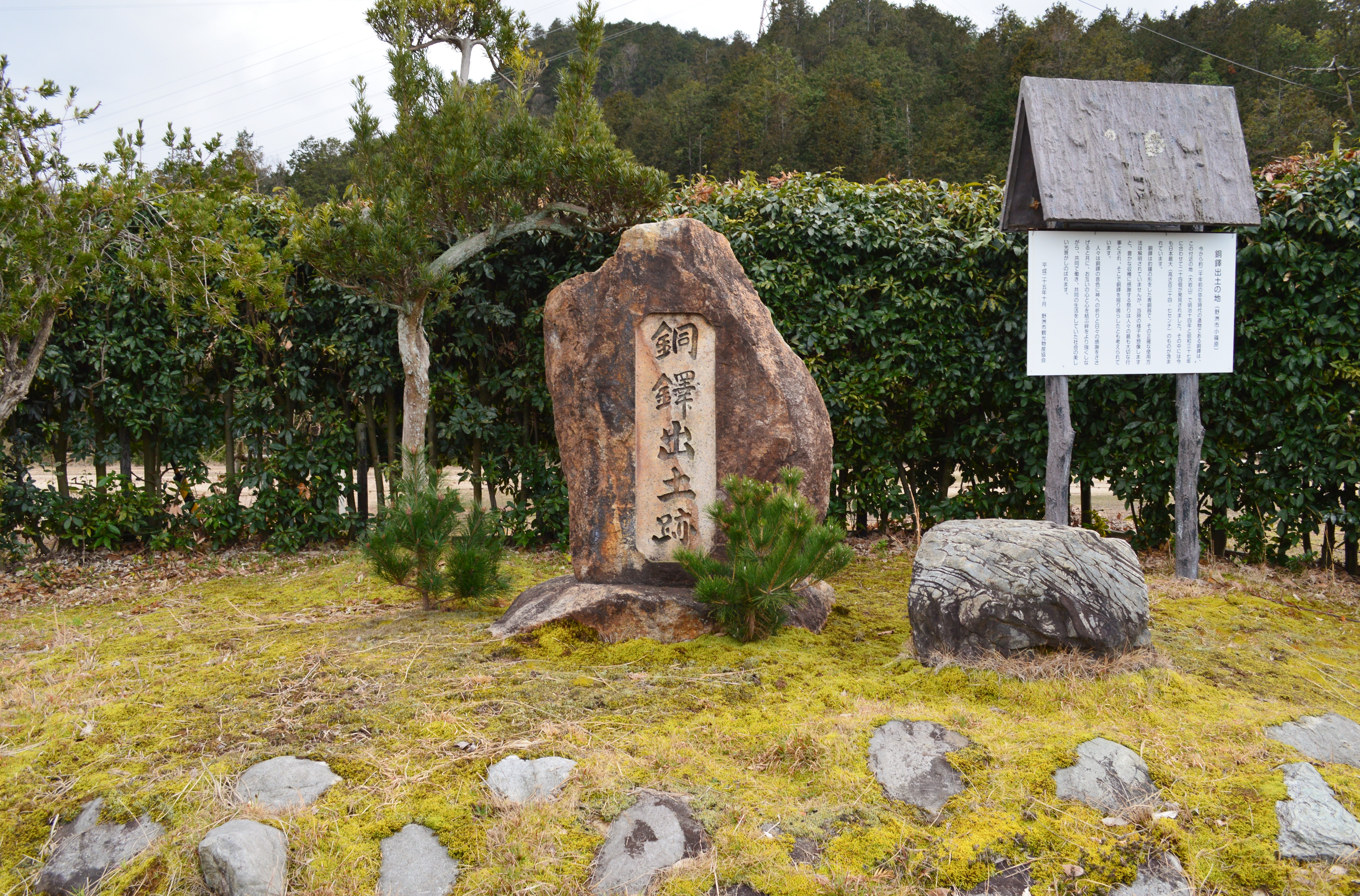
銅鐸出土地記念碑

湖南地方北部、野洲川・日野川に挟まれた三上山・鏡山山塊のほぼ中間の大岩山丘陵上で発見された銅鐸群である。1881年（明治14年）に14個、1962年（昭和37年）に10個がいずれも偶然発見されている。
明治出土銅鐸14個は、少年2人の山遊びを契機に発見されたもので、出土地（第I地点）は大岩山の斜面に位置した（後世の地形改変で出土地点は喪失）。一時は東京帝室博物館（現在の東京国立博物館）に持ち込まれたが、最大の銅鐸（東京国立博物館1号鐸）と2番目の大きさで水鳥が描かれた銅鐸（東京国立博物館2号鐸）を除いて地元に払い下げられ、その後は知恩院に奉納された1個を除き散逸した。しかし銅鐸の高さ・重さの記録と、発見地付近に特徴的な花崗岩風化土の付着によって、天理大学附属天理参考館1個・辰馬考古資料館2個・ケルン市立東洋美術館1個・國學院大學博物館1個など推定を含めて14個中12個の所在が確認されている（残る2個は所在不明）。推定される12個はいずれも袈裟襷紋銅鐸で、発見時は大型の銅鐸の中に中型の銅鐸、その中にさらに小型の銅鐸を差し入れた3個1組の「入れ子」状の埋納状況であったとされる。いずれも新段階の大型銅鐸であり、特に東京国立博物館1号鐸は、高さ134.7センチメートル・重さ45.47キログラムを測る国内最大・最終末の銅鐸で、近畿式銅鐸・三遠式銅鐸の両方の特徴を有する。
昭和出土銅鐸10個は、東海道新幹線の線路盛土用の土砂採取中に発見されたもので、そのうち9個（1-9号）の出土地（第II地点）は明治出土銅鐸から40メートル離れた丘陵斜面に、残る1個（10号）の出土地（第III地点）は丘陵頂部付近に位置した（明治同様、後世の地形改変で出土地点は喪失）。斜面の9個は、いずれも袈裟襷紋銅鐸で、大型・中型・小型の銅鐸を入れ子状にした埋納状況の点、三遠式銅鐸が含まれる点、新段階の銅鐸が含まれる点では明治出土銅鐸と共通する。ただし、明治出土銅鐸よりもやや小型・やや古式の銅鐸が多く、三遠式銅鐸の割合も多いことから、明治出土銅鐸よりもやや古い時期の埋納と推定される。また頂部出土の1個は、大岩山銅鐸では唯一の流水紋銅鐸で、他の銅鐸よりも古式である。
埋納時期は、弥生時代後期終末の2世紀後半-3世紀前半頃と推定される。集積・埋納には、昭和頂部第III地点出土の1個（流水紋銅鐸）→昭和斜面第II地点出土の9個→明治出土第I地点の14個の3地点3時期が想定される。銅鐸24個の出土は、加茂岩倉遺跡の銅鐸39個の出土に次ぐ数として注目される。また、古墳時代に入っても一帯では首長墓の大岩山古墳群が継続して築造される点でも注目され、特に古墳群中最古の前方後方墳の冨波古墳の被葬者との関連を指摘する説などが挙げられている。

## 遺跡歴
- 1881年（明治14年）、銅鐸計14個の発見（鷲田家文書および東京国立博物館所蔵「埋蔵物録」に記録）。
  - 8月20日、少年2人が山遊びの際に銅鐸3個1組を発見。
  - 8月21日、話を聞いた村人4人がさらに銅鐸11個を発掘。
  - 8月23日、草津警察署に「唐金古器物」の発見届。
  - 1883年（明治15年）6月27日、滋賀県令が農務省博物局長へ届け出て、東京帝室博物館に持ち込み。
  - 1883年（明治16年）3月24日、銅鐸2個（現在は東京国立博物館保管）を除き遺失物扱いで地元発見者へ払い下げ（1個は宝樹寺から知恩院へ奉納、その他は散逸）。
  - 1927年（昭和2年）、梅原末治が『銅鐸の研究』で銅鐸8個の所在を確認。
  - その後、佐原眞が銅鐸12個の所在を確認。
- 1962年（昭和37年）、銅鐸計10個の発見。
  - 7月20日、東海道新幹線の線路盛土用の土砂採取中に銅鐸6個の発見、古物商に売却。
  - 7月21日、古物商の届出を受けて近江八幡警察署が現場検証、さらに銅鐸3個の発見。
  - 7月23日、近江八幡警察署から滋賀県に埋蔵文化財の届出。
  - その後、滋賀県教育委員会による現地調査。
  - 8月1日、6月21日時点で銅鐸1個が発見されていたことが判明。
- 1986年（昭和61年）6月6日、辰馬考古資料館銅鐸2個が国の重要文化財に指定。

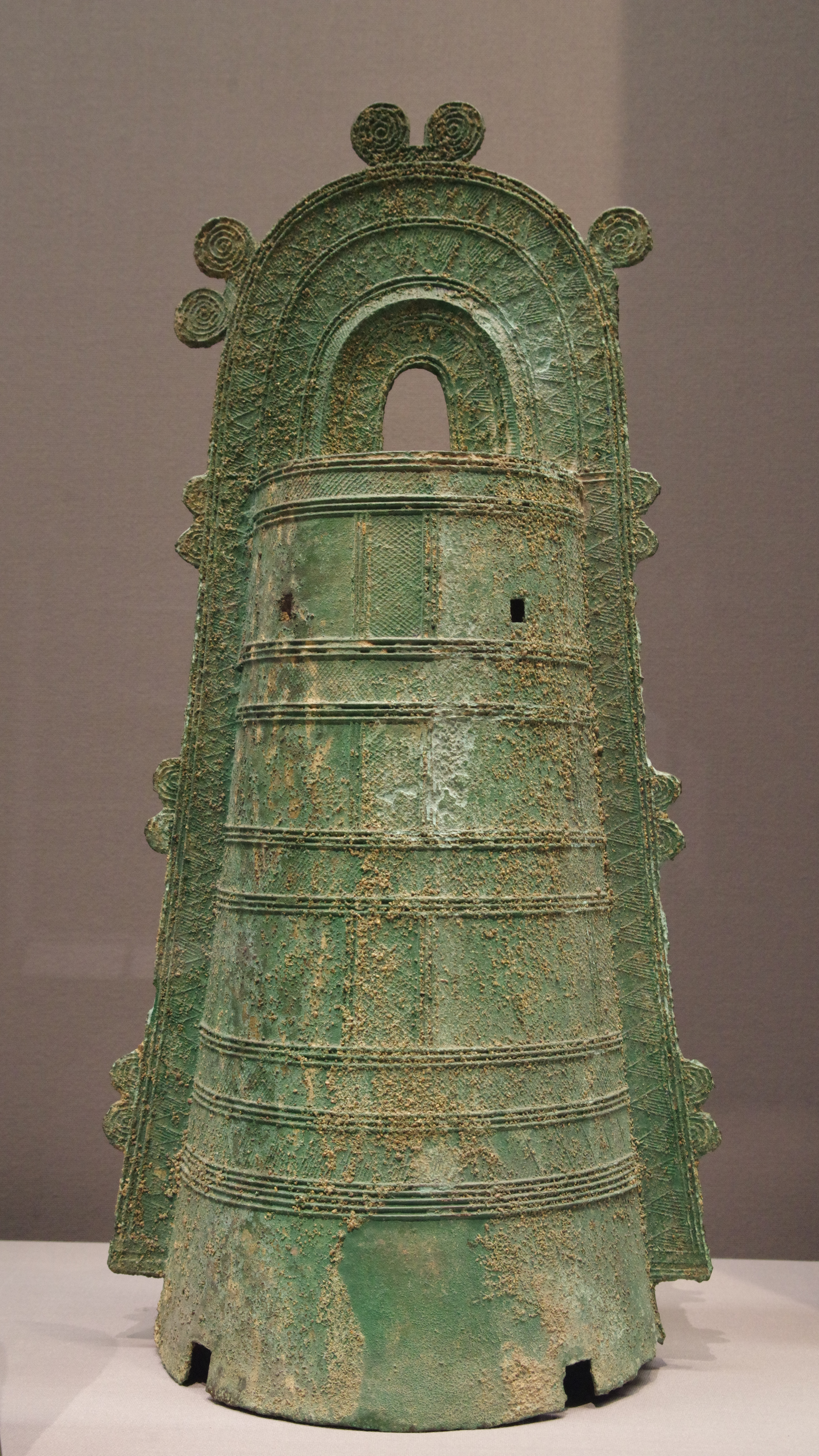
1987年（昭和62年）6月6日、東京国立博物館銅鐸2個・滋賀県銅鐸10個が国の重要文化財に指定。
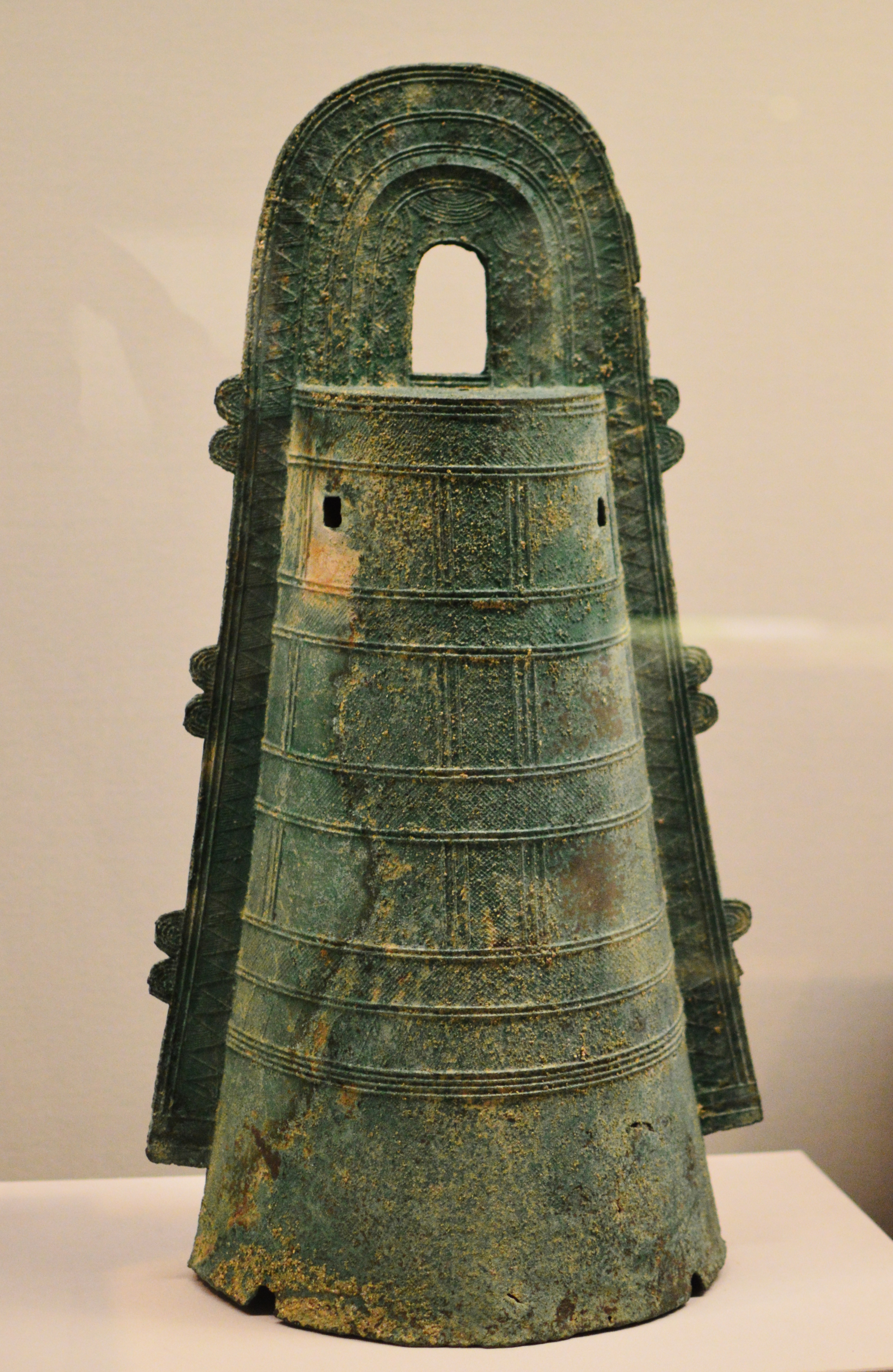
明治14年出土 3号鐸 天理大学附属天理参考館展示。
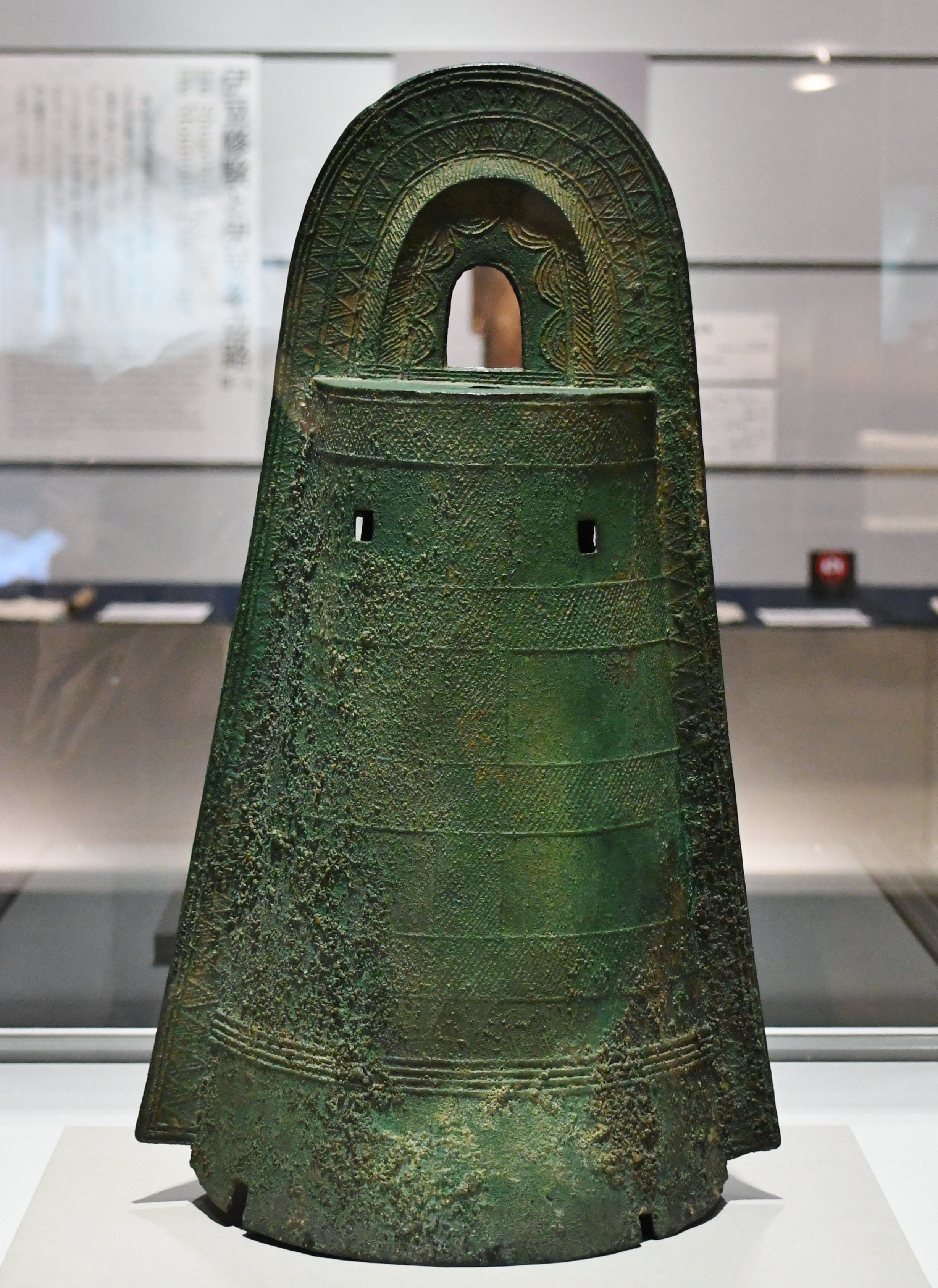
1988年（昭和63年）、銅鐸出土地付近に銅鐸博物館（野洲町立歴史民俗資料館のち野洲市歴史民俗博物館）の開館。
昭和37年出土 1号鐸 滋賀県立安土城考古博物館蔵、神戸市立博物館企画展示時に撮影。
昭和37年出土 3号鐸 滋賀県立安土城考古博物館蔵、神戸市立博物館企画展示時に撮影。
昭和37年出土 4号鐸 滋賀県立安土城考古博物館蔵、神戸市立博物館企画展示時に撮影。

## 一覧
| 出土地                       | 名称   | 所蔵・保管                             | 型式         | 型式      | 型式   | 「埋蔵物録」 | 「埋蔵物録」 | 計測値   | 計測値   | 文化財指定 | リンク |
| 出土地                       | 名称   | 所蔵・保管                             | 型式         | 型式      | 型式   | 高さ         | 重さ         | 高さ     | 重さ     | 文化財指定 | リンク |
| ---------------------------- | ------ | -------------------------------------- | ------------ | --------- | ------ | ------------ | ------------ | -------- | -------- | ---------- | ------ |
| 明治出土銅鐸14個（推定含む） |        |                                        |              |           |        |              |              |          |          |            |        |
| 第I地点                      | 1号鐸  | 東京国立博物館826                      | 袈裟襷紋銅鐸 | 突線鈕5式 | 近畿式 | 4尺1寸7分    | 13貫目       | 134.7 cm | 45.47 kg | 重要文化財 |        |
| 第I地点                      | 2号鐸  | 東京国立博物館827                      | 袈裟襷紋銅鐸 | 突線鈕3式 | 近畿式 | 2尺3寸       | 3貫9百目     | 74.1 cm  | 14.31 kg | 重要文化財 |        |
| 第I地点                      | 3号鐸  | 天理大学附属天理参考館                 | 袈裟襷紋銅鐸 | 突線鈕3式 | 近畿式 | 2尺3寸       | 2貫6百目     | 70.2 cm  | 9.3 kg   |            |        |
| 第I地点                      | 4号鐸  | ケルン市立東洋美術館                   | 袈裟襷紋銅鐸 | 突線鈕3式 | 近畿式 | 2尺2寸5分    | 2貫8百目     | 69.0 cm  | 10.11 kg |            |        |
| 第I地点                      | 5号鐸  | 知恩院（京都国立博物館）               | 袈裟襷紋銅鐸 | 突線鈕3式 | 近畿式 | 2尺2寸       | 2貫8百目     | 72.7 cm  | 10.5 kg  | 重要美術品 |        |
| 第I地点                      | 6号鐸  | サンフランシスコ・アジア美術館         | 袈裟襷紋銅鐸 | 突線鈕3式 | 近畿式 | 2尺1寸       | 2貫8百目     | 62.7 cm  | −        |            |        |
| 第I地点                      | 7号鐸  | 個人蔵（銅鐸博物館）                   | 袈裟襷紋銅鐸 | 突線鈕3式 | 近畿式 | 2尺1寸       | 2貫5百目     | 67.2 cm  | 9.12 kg  |            |        |
| 第I地点                      | 8号鐸  | 所在不明                               | −            | −         | −      | 2尺5分       | 2貫3百目     | −        | −        |            |        |
| 第I地点                      | 9号鐸  | MOA美術館                              | 袈裟襷紋銅鐸 | 突線鈕2式 | 近畿式 | 2尺          | 3貫2百目     | 62.5 cm  | 12.05 kg |            |        |
| 第I地点                      | 10号鐸 | 辰馬考古資料館                         | 袈裟襷紋銅鐸 | 突線鈕3式 | 近畿式 | 1尺8寸5分    | 1貫7百目     | 59.6 cm  | 6.07 kg  | 重要文化財 |        |
| 第I地点                      | 11号鐸 | 辰馬考古資料館                         | 袈裟襷紋銅鐸 | 突線鈕3式 | 三遠式 | 1尺6寸7分    | 2貫目        | 50.8 cm  | 7.47 kg  | 重要文化財 |        |
| 第I地点                      | 12号鐸 | 所在不明                               | −            | −         | −      | 1尺6寸5分    | 1貫百目      | −        | −        |            |        |
| 第I地点                      | 13号鐸 | 國學院大學博物館                       | 袈裟襷紋銅鐸 | 突線鈕1式 |        | 1尺5寸2分    | 1貫4百目     | 47.5 cm  | 5.13 kg  |            |        |
| 第I地点                      | 14号鐸 | ミネアポリス美術館                     | 袈裟襷紋銅鐸 | 突線鈕3式 | 近畿式 | 1尺5寸       | 1貫2百目     | 44.4 cm  | −        |            |        |
| 昭和出土銅鐸10個             |        |                                        |              |           |        |              |              |          |          |            |        |
| 第II地点                     | 1号鐸  | 滋賀県（安土城考古博物館・銅鐸博物館） | 袈裟襷紋銅鐸 | 突線鈕1式 |        | −            | −            | 45.8 cm  | 3.825 kg | 重要文化財 |        |
| 第II地点                     | 2号鐸  | 滋賀県（安土城考古博物館・銅鐸博物館） | 袈裟襷紋銅鐸 | 突線鈕1式 |        | −            | −            | 47.2 cm  | 3.75 kg  | 重要文化財 |        |
| 第II地点                     | 3号鐸  | 滋賀県（安土城考古博物館・銅鐸博物館） | 袈裟襷紋銅鐸 | 突線鈕3式 | 三遠式 | −            | −            | 47.5 cm  | 4.775 kg | 重要文化財 |        |
| 第II地点                     | 4号鐸  | 滋賀県（安土城考古博物館・銅鐸博物館） | 袈裟襷紋銅鐸 | 突線鈕3式 | 近畿式 | −            | −            | 53.7 cm  | 6.36 kg  | 重要文化財 |        |
| 第II地点                     | 5号鐸  | 滋賀県（安土城考古博物館・銅鐸博物館） | 袈裟襷紋銅鐸 | 突線鈕3式 | 近畿式 | −            | −            | 58.4 cm  | 6.43 kg  | 重要文化財 |        |
| 第II地点                     | 6号鐸  | 滋賀県（安土城考古博物館・銅鐸博物館） | 袈裟襷紋銅鐸 | 突線鈕2式 | 近畿式 | −            | −            | 55.0 cm  | 6.16 kg  | 重要文化財 |        |
| 第II地点                     | 7号鐸  | 滋賀県（安土城考古博物館・銅鐸博物館） | 袈裟襷紋銅鐸 | 突線鈕3式 | 近畿式 | −            | −            | 69.0 cm  | 9.75 kg  | 重要文化財 |        |
| 第II地点                     | 8号鐸  | 滋賀県（安土城考古博物館・銅鐸博物館） | 袈裟襷紋銅鐸 | 突線鈕3式 | 三遠式 | −            | −            | 78.7 cm  | 12.75 kg | 重要文化財 |        |
| 第II地点                     | 9号鐸  | 滋賀県（安土城考古博物館・銅鐸博物館） | 袈裟襷紋銅鐸 | 突線鈕3式 | 三遠式 | −            | −            | 80.9 cm  | 14.27 kg | 重要文化財 |        |
| 第III地点                    | 10号鐸 | 滋賀県（安土城考古博物館・銅鐸博物館） | 流水紋銅鐸   | 突線鈕1式 |        | −            | −            | 53.4 cm  | 6.15 kg  | 重要文化財 |        |

- 明治14年出土 2号鐸
東京国立博物館展示。
- 明治14年出土 3号鐸
天理大学附属天理参考館展示。
- 明治14年出土 13号鐸
國學院大學博物館展示。
- 昭和37年出土 1号鐸
滋賀県立安土城考古博物館蔵、神戸市立博物館企画展示時に撮影。
- 昭和37年出土 3号鐸
滋賀県立安土城考古博物館蔵、神戸市立博物館企画展示時に撮影。
- 昭和37年出土 4号鐸
滋賀県立安土城考古博物館蔵、神戸市立博物館企画展示時に撮影。

## 文化財

### 重要文化財（国指定）
- 突線袈裟襷文銅鐸 2口 滋賀県野洲郡野洲町小篠原大岩山出土（考古資料）
辰馬考古資料館保管。1986年（昭和61年）6月6日指定[6]。
- 突線袈裟襷文銅鐸 2口 滋賀県野洲郡野洲町小篠原大岩山出土（考古資料）
東京国立博物館保管。1987年（昭和62年）6月6日指定[7]。
- 袈裟襷文銅鐸 2口、突線袈裟襷文銅鐸 7口、流水文銅鐸 1口 滋賀県野洲郡野洲町小篠原大岩山出土（考古資料）
滋賀県立安土城考古博物館保管。1987年（昭和62年）6月6日指定[8]。

## 関連施設
- 野洲市歴史民俗博物館（銅鐸博物館）（野洲市辻町）
- 滋賀県立安土城考古博物館（近江八幡市安土町下豊浦）

## 関連文献
（記事執筆に使用していない関連文献）
- 神田孝平「銅鐸出處考」『東京人類學會雜誌』第3巻第25号、日本人類学会、1896年、144-149頁、doi:10.1537/ase1887.3.144。
- 梅原末治『銅鐸の研究』 資料篇・図録篇、大岡山書店、1927年。
  - 複製：梅原末治『銅鐸の研究』 資料篇・図録篇、木耳社、1985年。
- 『大岩山出土銅鐸図録』野洲町立歴史民俗資料館、1988年。
- 『銅鐸を造る -大岩山銅鐸とその時代-』野洲町立歴史民俗資料館、1998年。
- 『大岩山出土銅鐸目録』（改訂版）野洲市歴史民俗博物館（銅鐸博物館）、2011年。
- 『大岩山銅鐸の形成 -近畿式銅鐸と三遠式銅鐸の成立と終焉-』野洲市歴史民俗資料館〈令和3年度秋期企画展展示図録〉、2021年。
- 楠惠美子「伝大岩山銅鐸の埋納状況に関する一考察 -國學院大學博物館所蔵 伝滋賀県大岩山出土銅鐸の再検討-」『國學院大學博物館研究報告』第38輯、國學院大學博物館、2022年2月、1-22頁。